# Brampton (Canada)
Brampton è una città del Canada, situata nella regione della Greater Toronto, nella provincia canadese dell'Ontario. È la sede della Municipalità Regionale di Peel.

## Società

### Evoluzione demografica
Al censimento del 2016 Brampton possedeva una popolazione di 593 638 abitanti. Si tratta di una delle municipalità con più rapida crescita demografica del Canada.

## Cultura

### Eventi
Nel 2003 ha festeggiato i 150 anni dalla sua costituzione come villaggio (avvenuto nel 1853), quando prese il nome del paese di Brampton, nella Cumbria, una regione dell'Inghilterra. 

## Economia
Brampton è conosciuta come la città dei fiori del Canada per via dell'industria delle serre qui presente.